# Зайцев Сергій Федорович
Сергі́й Фе́дорович За́йцев (1993—2023) — український військовослужбовець, капітан спецпідрозділу «Омега» Національної гвардії України, учасник російсько-української війни.

## Життєпис
Народився 9 квітня 1993 в місті Кам'янське Дніпропетровської області.
У підліткові роки професійно займався гирьовим спортом та настільним тенісом, був переможцем районних змагань. У 2012-му опанував фах електро зварювальника в Дніпродзержинському вищому професійному училищі.
Здобув вищу освіту у Національній академії внутрішніх справ за спеціальністю «Правознавство».
Протягом 2013—2015 років проходив строкову службу у лавах 2-ї окремої Галицької бригади Західного оперативно-територіального об'єднання Національної гвардії України. Із 2015-го обіймав посади від старшого стрільця до старшого інструктора, а згодом — командира 1-ї бойової групи 1-ї групи спеціального призначення окремого загону спеціального призначення.
Старший лейтенант. Із 2014 року неодноразово виконував бойові завдання із захисту територіальної цілісності та суверенітету держави на східному напрямку. За військову майстерність і героїзм був нагороджений орденом «За мужність» III-го ступеня, а також особистою зброєю.
Під час повномасштабної війни обіймав посаду командира бойової групи 4-го штурмового загону Окремого загону спеціального призначення «Омега», що в складі НГУ.
Загинув біля села Благодатне на Донеччині разом з двома побратимами внаслідок артилерійського обстрілу із ударом ворожої авіації.
Похорон відбувся 4 серпня 2023 на Личаківському цвинтарі у Львові. Залишилася дружина і мама.
Посмертно Сергію присвоєно звання капітана та нагороджено орденом «За мужність» ІІ ступеня.

## Нагороди
- Орден «За мужність» ІІІ ступеня
- Орден «За мужність» ІІ ступеня